# Lapuyan
Lapuyan (Bayan ng Lapuyan) är en kommun i Filippinerna. Kommunen ligger på ön Mindanao, och tillhör provinsen Zamboanga del Sur. Folkmängden uppgår till 24 366 invånare.

## Barangayer
Lapuyan är indelat i 26 barangayer.
| - Bulawan - Carpoc - Danganan - Dansal - Dumara - Linokmadalum - Luanan - Lubusan - Mahalingeb - Mandeg - Maralag - Maruing [Pronounced as: Mêru-wing] - Molum | - Pampang - Pantad - Pingalay - Poblacion - Salambuyan - San Jose - Sayog - Tabon - Talabab - Tiguha - Tininghalang - Tipasan - Tugaya |